# Караули (округ)
Караули (англ. Karauli) — округ в индийском штате Раджастхан. Расположен на востоке штата. Разделён на 5 подокругов. Административный центр округа — город Караули. Согласно всеиндийской переписи 2001 года население округа составляло 1 205 631 человек. Уровень грамотности взрослого населения составлял 63,40 %, что немного выше среднеиндийского уровня (59,5 %).